# Östersbytjärnet
Östersbytjärnet är en sjö i Åmåls kommun i Dalsland och ingår i Göta älvs huvudavrinningsområde. Sjön har en area på 0,106 kvadratkilometer och ligger 88,1 meter över havet.

## Delavrinningsområde
Östersbytjärnet ingår i det delavrinningsområde (654007-130885) som SMHI kallar för Utloppet av Ärr. Medelhöjden är 79 meter över havet och ytan är 27,91 kvadratkilometer. Räknas de 9 avrinningsområdena uppströms in blir den ackumulerade arean 107,75 kvadratkilometer. Snäcke kanal (Knarrbyån) som avvattnar avrinningsområdet har biflödesordning 3, vilket innebär att vattnet flödar genom totalt 3 vattendrag innan det når havet efter 180 kilometer. Avrinningsområdet består mestadels av skog (58 procent). Avrinningsområdet har 6,67 kvadratkilometer vattenytor vilket ger det en sjöprocent på 23,9 procent.